# ریچارد مورفی (فیلم‌نامه‌نویس)
ریچارد مورفی (انگلیسی: Richard Murphy؛ زاده ۸ مهٔ ۱۹۱۲ درگذشته ۱۹ مهٔ ۱۹۹۳) یک فیلم‌نامه‌نویس، کارگردان، و تهیه‌کننده اهل ایالات متحده آمریکا بود.